# Dolmen de la Planche-à-Puare
Le dolmen de la Planche-à-Puare est un dolmen situé à L'Île-d'Yeu, dans le département français de la Vendée.

## Historique
L'édifice a été fouillé une première fois en 1883 par Augustin Auger, juge de paix, puis une seconde fois par Marcel Baudouin en 1909. Il est classé au titre des monuments historiques en 1889.

## Architecture
C'est un dolmen à couloir du type transepté, à rapprocher des dolmens visibles à Pornic. Le couloir ouvre au sud-est et dessert trois chambres. La chambre principale était recouverte de deux tables de couverture, une est restée en place, la seconde, beaucoup plus grande, a été déplacée par Auger lors de ses fouilles. Elle repose désormais sur le côté ouest de la chambre. Chaque cellule secondaire comporte sa propre table de couverture. La dalle recouvrant le couloir à la jonction des trois chambres ne repose pas sur des orthostates mais sur les tables de couverture des deux chambres secondaires, ce qui permet en ce point une hauteur sous plafond de 1 m. La cellule nord-ouest est plus basse sous plafond. Une grande dalle gît à l'ouest de l'ensemble. Elle a été assimilée de manière totalement arbitraire à un menhir par Baudouin.

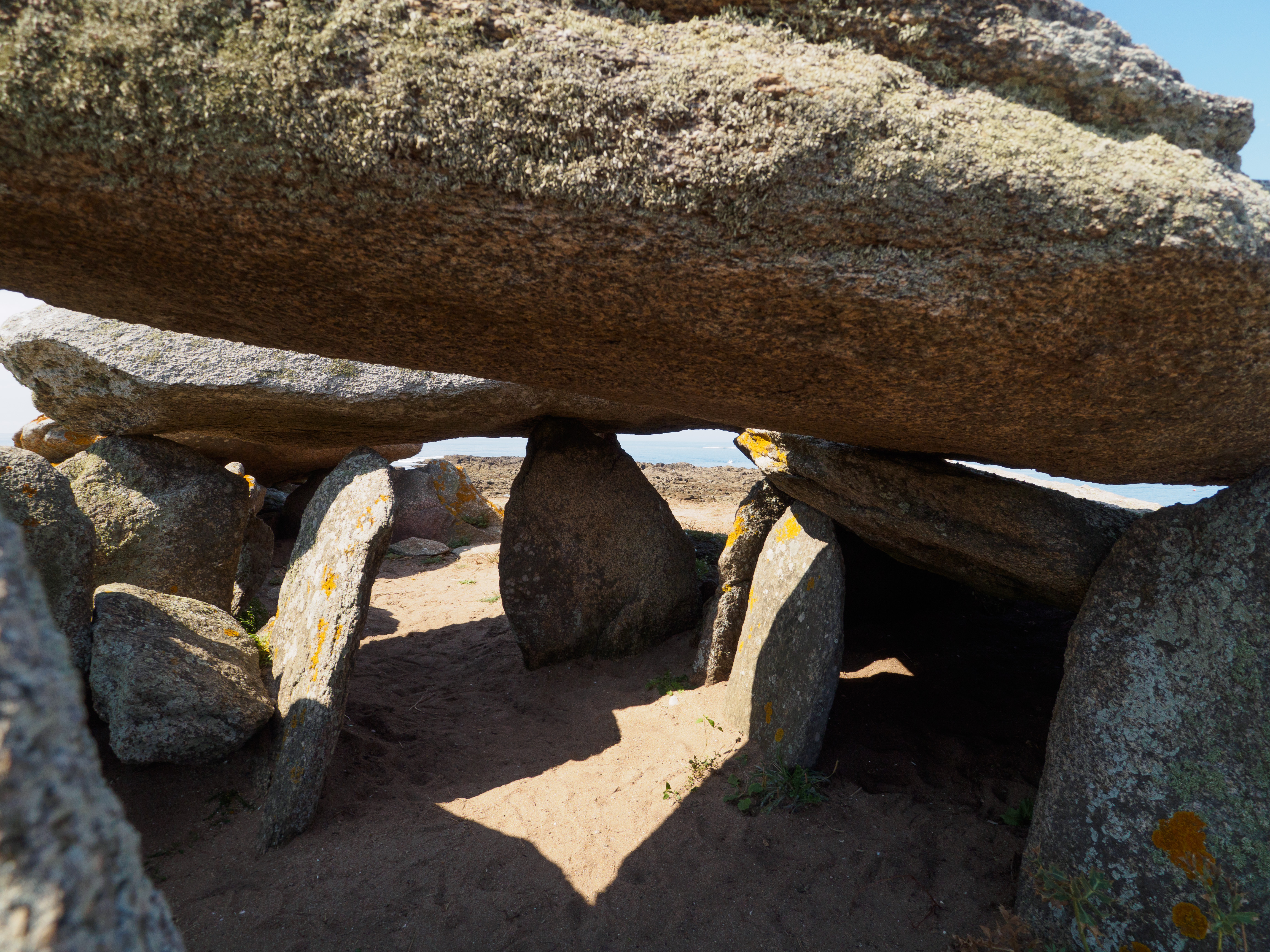
Intérieur à la croisée du transept
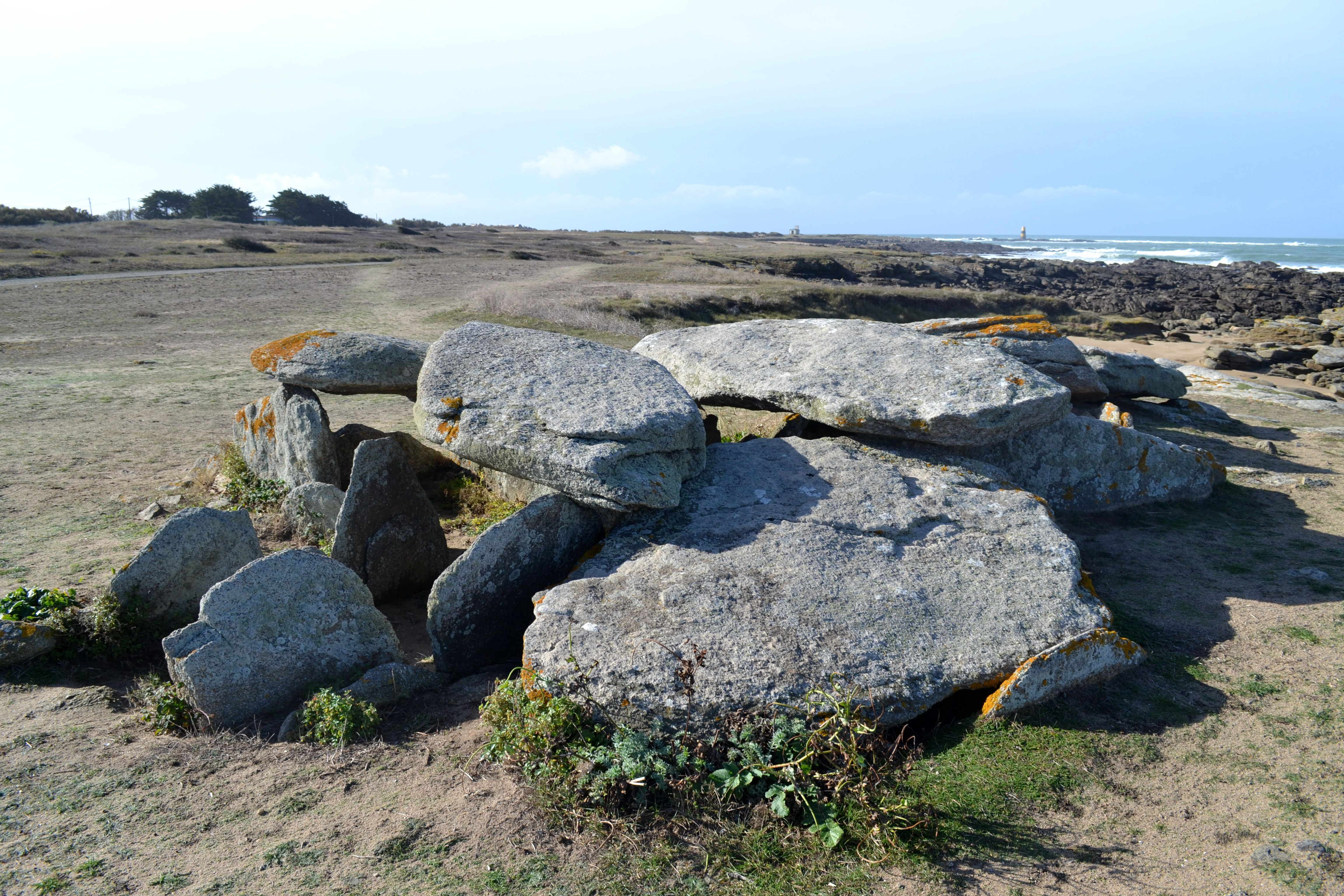
Extérieur côté est
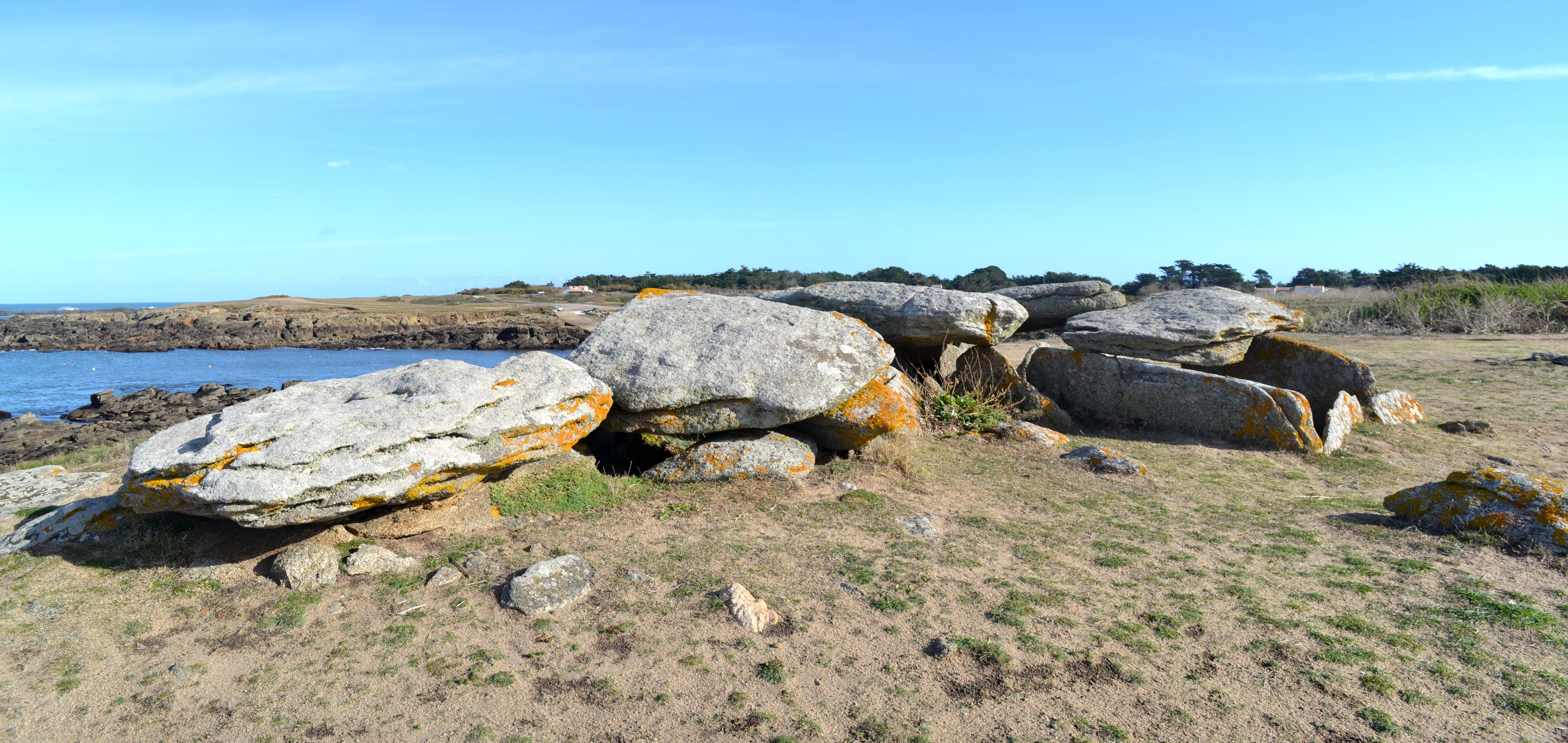
Extérieur côté ouest

Deux orthostates perpendiculaires à l'axe du dolmen au niveau du passage à la chambre terminale réduisent l'entrée à une largeur de 0,56 m. Ce système devait permettre de fermer l'entrée avec une dalle transversale, ce qui était encore le cas d'après la description donnée par Auger. Un système de réduction identique est visible dans le dolmen du Riholo. L'axe de la chambre terminale est légèrement décalé vers le nord par rapport à l'axe du couloir. À la croisée du transept, le sol était dallé avec des pierres plates selon Auger.
Toutes les dalles sont en orthogneiss alors que de larges filons de quartz et d'aplite existent à proximité immédiate. Ce choix semble délibéré.
Selon Auger, une partie du cairn dolménique était encore visible lors de ses fouilles, ce qui n'est désormais plus le cas.

## Fouilles archéologiques
Sous le dallage de la croisée du transept, Auger découvrit une quantité d'ossements humains, principalement des os longs (tibias, fémurs, humérus), rangés avec soin dans le sens de la longueur, sans aucun matériel archéologique associé. 
La chambre latérale nord-ouest était fermée par une pierre plate de 0,55 m de haut. Sous une couche de sable de 0,30 m, Auger découvrit un dallage de galets sur lequel reposait un squelette couché sur le côté droit, la tête orientée au nord, mesurant 1,63 m de hauteur. Des pierres disposées sous la tête, la colonne vertébrale et le bassin devaient contribuer à le maintenir en place. Un petit anneau en os (environ 3 cm de diamètre extérieur) fut retrouvé près du cou ainsi que des ossements d'animaux. Sous le dallage, d'autres ossements humains furent découverts : ils correspondaient à deux individus dont les crânes avaient été enfouis dans une excavation creusée dans la roche.
L'autre chambre latérale renfermait des ossements humains disposés en quatre couches superposées séparées par un dallage de pierres plates. Le matériel archéologique découvert comprend des petits cailloux ronds, des silex taillés en biseau, 4 galets à encoche identifiés par Baudouin et Auger comme des pierres à filet, des coquillages, des tessons de céramique et un petit vase entier de forme grossière (11 cm de hauteur sur 10 cm de large), monté au colombin, à la pâte brun-noirâtre, non cuite, incluant un dégraissant constitué de paillettes de mica et de quartz. Deux empreintes de céréales sont imprimées dans la pâte. Ce petit vase a été rattaché à la  culture campaniforme.
L'ensemble du mobilier découvert fut déposé au Musée Dobrée en 1899. Baudouin l'étudia en 1914. Il y identifia trois dents de cachalot et constata que certains os humains comportent des traces de travail post-mortem (encoches, entailles, stries, grattage). Baudouin estime que le dolmen accueillit une douzaine d'inhumations.
Auger découvrit aussi un amas coquillier, au sud, à environ 4 m en avant de l'entrée du dolmen. D'une épaisseur de 0,30 m à 0,50 m, il était composé de patelles, bigorneaux, moules et incluait des ossements d'animaux, quelques silex non façonnés et des tessons de céramiques non décorées.